# L'Orbite déchiquetée
L'Orbite déchiquetée (titre original : The Jagged Orbit) est un roman de science-fiction de l'écrivain britannique John Brunner paru en 1969 puis traduit en français et publié en 1971. Ce roman a reçu le prix British Science Fiction du meilleur roman 1970.

## Résumé
À New York, en 2014, la haine raciale est poussée à son comble par l'exploitation qu'en fait la Gottschalk, une mafia de marchands d'armes, et par la confusion que crée un Noir, Harry Madison. Cet homme, interné dans un hôpital bien qu'il ne présente aucun trouble, que les psychiatres ne peuvent rendre « normal », qui est doté de facultés extraordinaires en particulier dans l'électronique, est de facto un des rares hommes de sa race autorisé à côtoyer des Blancs. 

## Personnages principaux
- Lyla Clay : jeune femme « pythonisse ». Elle fait des prédictions tel un oracle à la suite de l’absorption d'un cocktail de drogues.
- Dan Kazer : amant de Lyla Clay. Il est son mackero « mackero (ma-ke-rô) [du fr. maquereau, poisson de la famille des scombridés; fam. souteneur] : imprésario, agent, d'une jeune femelle indépendante (modèle, chanteuse, pythonisse, etc.); spécif. mâle; non dérog. sauf sous son abrév. "mack" »
- Matthew Flamen : le dernier des mouchards en activité. Son métier se trouve au croisement entre lanceur d’alerte et journaliste à scandale. Il diffuse une émission télévisée de 14 minutes (dont 2,40 minutes de publicités) qui semble délibérément sabotée par son employeur Olocosmic qui préfère diffuser de la publicité. Pour rechercher ses sujets, il fait des hypothèses qu’il soumet à des "ordinats" (sorte d'ordinateur) en croisant des données pour obtenir une probabilité de véracité qui lui fera choisir de développer le sujet ou abandonner. Il a fait interner sa femme à l’Hôpital d’État Ginsberg pour les Inadaptés mentaux.
- Célia Prior Flamen : femme de Matthew Flamen. Ancienne droguée, elle est internée à l’Hôpital Ginsberg.
- Lionel Prior : frère de Célia Prior Flamen. Il est imprésario de Matthew Flamen. Il fait partie des milices de quartier, surarmées qui doivent protéger leur quartier. Ces milices ont été motivées par l’augmentation de l’insécurité.
- Pedro Diablo : un métis. Il menait un métier proche de Matthew Flamen en faisant de la propagande anti-blanche diffusée en Asie et en Afrique. Il a été chassé de Blackbury (Afrique du Sud) par le président Mayor Black sur conseil de Hermann Uys qui a reconnu en lui un métis. À la suite d'un marché il doit faire équipe avec Matthew Flamen à la suite de son arrivée aux États-Unis.
- Harry Madison : ancien militaire, il est le seul Noir interné à l’Hôpital d’État Ginsberg. Il semble très doué en électronique. Il répare et améliore le "secto" (sorte de robot informatisé, propriété de IBM:Inorganic Brain Manufacters) du Dr Reedeth.
- James Reedeth : docteur au sein de l’Hôpital d’État Ginsberg. Il est persuadé qu'Harry Madison ne devrait plus être interné. Il est l'amant d'Ariane Spoelstra.
- Ariane Spoelstra : docteur au sein de l’Hôpital d’État Ginsberg. Elle aime James Reedeth mais a peur de l'amour qui est un état de dépendance dangereux pour un psychiatre.
- Elias Mogschak : il a créé l’Hôpital d’État Ginsberg pour les Inadaptés mentaux. C’est un arriviste qui semble attaché à ses patients (car des clients) et son travail.
- Hermann Uys : expert racial sud-africain blanc. C’est lui qui incite le président à chasser Pedro Diablo du pays.
- Xavier Conroy : sociologue déchu. Il est professeur d'université.
- Gottschalk : famille "mafieuse" très puissante qui vend les armes et contrôle une partie des médias et de l'économie mondiale.

## Thèmes principaux
L'Orbite déchiquetée traite de nombreux sujets chers à l'auteur qu'il développe également dans Tous à Zanzibar, Le Troupeau aveugle et Sur l'onde de choc. Livre de genre cyberpunk et dystopique, il traite du racisme et des conflits raciaux (ou de la haine raciale), de l'invasion de la publicité, du pouvoirs des médias et de la censure, de la technologie, de la perte de repères des humains, des armes, de guerre urbaine ou de la surpopulation.
Dans cette anticipation terrifiante, de multiples intrigues s'entrecroisent, bien qu'ici la continuité soit maintenue de bout en bout, contrairement à Tous à Zanzibar. Malgré une malencontreuse et trop rapide happy end, c'est un des romans les plus riches de John Brunner, à comparer avec Jack Barron et l'Éternité, de Norman Spinrad.

## Éditions
- The Jagged Orbit, Ace Books, 1969, 416 p., 397 p.
- L'Orbite déchiquetée, Denoël, coll. « Présence du futur » nos 137-138-139, 1971, trad. Frank Straschitz, 416 p. (réédition en 1977 et 1995  (ISBN 2-207-50137-X))
- L'Orbite déchiquetée, dans le recueil La Tétralogie noire, Mnémos, 22 novembre 2018, trad. Frank Straschitz, 1 198 p.  (ISBN 978-2-35408-691-6)
- L'Orbite déchiquetée, Mnémos, coll. « Hélios », 19 septembre 2019, trad. Frank Straschitz  (ISBN 978-2-35408-743-2)